# 400 mètres haies masculin aux Jeux olympiques d'été de 1992
Navigation
Séoul 1988 Atlanta 1996
L'épreuve du 400 mètres haies masculin aux Jeux olympiques de 1992 s'est déroulée du 3 au 6 août 1992 au Stade olympique de Montjuic de Barcelone, en Espagne.  Elle est remportée par l'Américain Kevin Young qui établit en finale un nouveau record du monde en 46 s 78.

## Résultats

### Finale
| Rang               | Athlète           | Pays                        | Temps   | Notes |
| ------------------ | ----------------- | --------------------------- | ------- | ----- |
| Médaille d'or      | Kevin Young       | États-Unis                  | 46 s 78 | WR    |
| Médaille d'argent  | Winthrop Graham   | Jamaïque                    | 47 s 66 | NR    |
| Médaille de bronze | Kriss Akabusi     | Royaume-Uni                 | 47 s 82 | NR    |
| 4                  | Stéphane Diagana  | France                      | 48 s 13 | NR    |
| 5                  | Niklas Wallenlind | Suède                       | 48 s 63 |       |
| 6                  | Oleh Tverdokhlib  | Équipe unifiée de l’ex-URSS | 48 s 63 |       |
| 7                  | Stéphane Caristan | France                      | 48 s 86 |       |
| 8                  | David Patrick     | États-Unis                  | 49 s 26 |       |

## Légende
Records et Performances
- AR : Record continental (area record)
- CR : Record des championnats (championship record)
- MR : Record du meeting (meet record)
- NR : Record national (national record)
- OR : Record olympique (olympic record)
- PR : Record paralympique (paralympic record)
- PB : Record personnel (personal best)
- SB : Meilleure performance personnelle de la saison (season's best)
- WL : Meilleure performance mondiale de l'année (world leader)
- WJR : Record du monde junior (world junior record)
- WR : Record du monde (world record)

Circonstances et Conditions
- DNF : N'a pas terminé (did not finish)
- DNS : N'a pas pris le départ (did not start)
- DQ : Disqualification (disqualification)
- NM : Aucun essai valable enregistré (No Mark)
- Q : Qualifié « directement » au prochain tour (ou à la prochaine compétition), lors d'une compétition majeure, grâce au classement ou à la réalisation des minima (automatic qualifier)
- q : Qualifié au prochain tour (ou à la prochaine compétition), lors d'une compétition majeure, grâce au repêchage ou à la réalisation de l'une des meilleures performances parmi celles des « non qualifiés directement » (grâce au meilleur temps ou à la meilleure distance par exemple) (secondary qualifier)